# Església Fonamentalista de Jesucrist dels Sants dels Últims Dies

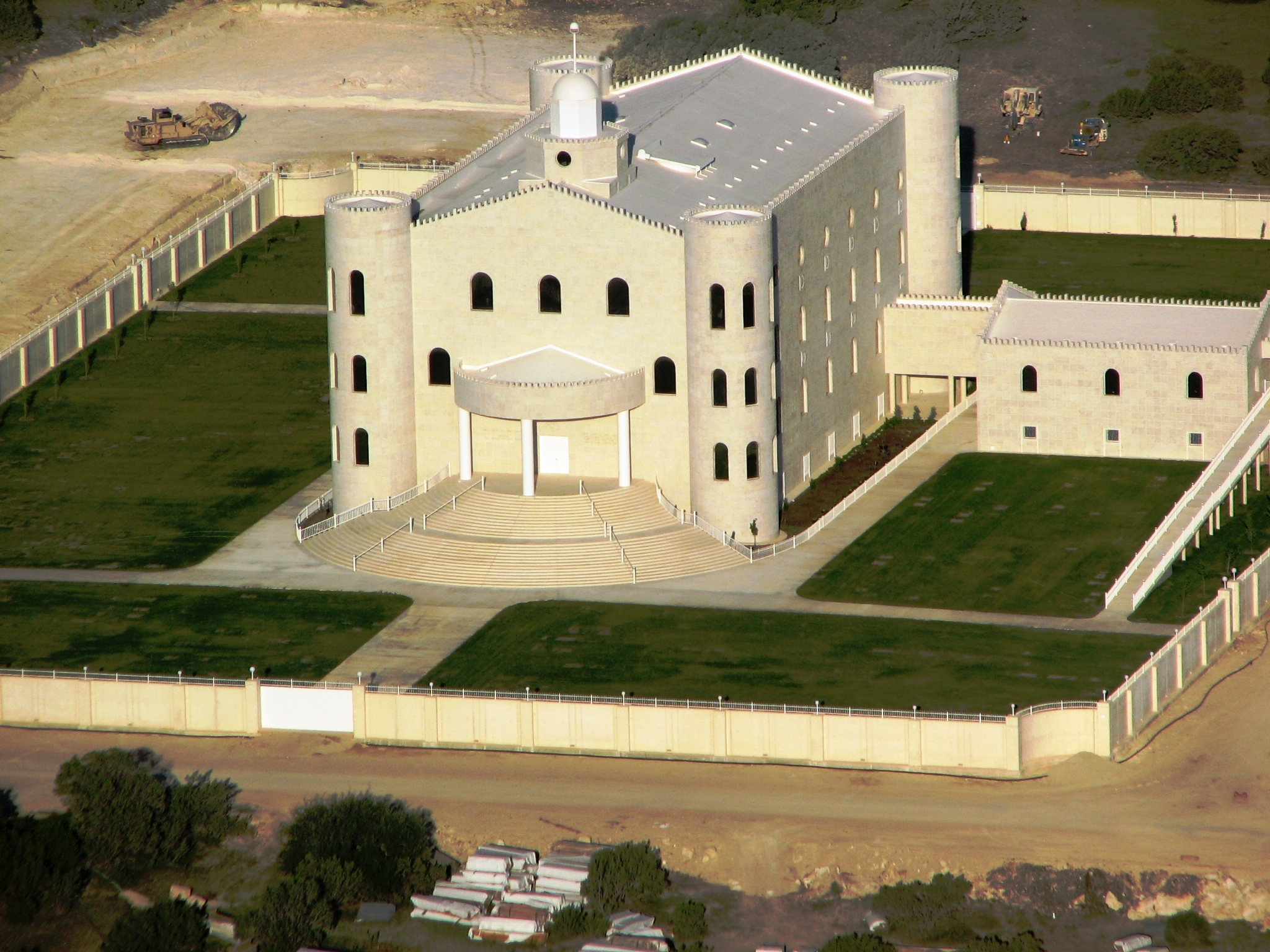
El Temple de la IFSUD a prop d'Eldorado.

L'Església Fonamentalista de Jesucrist dels Sants dels Últims Dies (EFSUD), és un grup religiós fonamentalista i, potser, la comunitat religiosa més gran dels Estats Units que practica el matrimoni poligàmic.
Aquest grup fonamentalista no és dirigit per l'església mormona, de la qual es van separar a principis del segle xx després que l'Església de Jesucrist dels Sants dels Últims Dies acceptés la pràctica del matrimoni poligàmic.

## Líder actual
Des de l'any 2002 Warren Steed Jeffs ha estat el cap d'aquesta església, successor del seu pare Rulon Jeffs. Durant un segle el seu centre d'operacions religioses ha estat Hildale (Utah), encara que alguns informes recents indiquen que la central ha estat traslladada a Eldorado, Texas, a on s'ha construït un temple.
Warren Jeffs, el líder de la IFSUD, va ser arrestat al sud-est de Nevada en la tarda del 28 d'agost del 2006, malgrat que la notícia del fet no va ser retransmesa fins a l'endemà. D'acord amb el portaveu de l'FBI David Staretz, Warren Jeffs va ser posat en custodia després que un dels seus germans i una de les seves mullers fossin detinguts, mentre conduïen al voltant de les 21:00, per una patrulla estatal de Nevada, en la interestatal 15, als afores del nord de Las Vegas. Warren Jeffs, líder d'aquesta Església, era buscat per assalt sexual a una menor al 2002, i per conspiració de cometre acte sexual a una menor aquell mateix any, a més de tenir càrrecs federals per fugir de la justícia. Aquests fets van tenir lloc a Colorado City. No només el buscaven per tot això, sinó que també per complicitat en una violació a una menor. Durant 2 anys Warren havia estat fugitiu. Des del maig del 2006 fins al 28 d'agost de 2006 estava en la llista de les 10 persones més buscades per l'FBI, amb una recompensa de 100.000 dòlars a qui donés informació que portés a la seva captura.

## Membres de l'església i la seva central
El nombre de membres de l'església és desconegut a causa de la naturalesa tant tancada de la seva religió. No obstant això, s'estima que hi ha entre 6.000 i 10.000 membres en les comunitats bessones de Colorado City, del comtat Mohave, Arizona i d'Hildale, comtat de Washington, Utah.
Després de comprar la finca, que ara és coneguda com El desig viu pel ranxo de Zion (o ranxo YFZ) a Eldorado, Texas, pel que sembla, hi ha hagut un canvi en les prefectures de l'església, juntament amb un gran èxode de la majoria de membres fidels de l'església de Warren Jeffs cap a la nova adquisició del ranxo, el qual ha crescut ràpidament.
Això ara ha deixat una gran incertesa entre els membres de l'església de Colorado City i Hildale, amb la majoria dels seus drets de terrenys en la mà de l'oficina del Procurador General de Utah, que va arxivar un plet que congelava els actius del "pla unit en esforç", de la tinença i de l'ala financera de l'església fonamentalista.
L'església també té una colònia a Bountiful, Columbia Britànica. En les ciutats de la Columbia Britànica, l'església és la influència primària i la raó de ser.

## Doctrines distintives

### Poligàmia
L'església IFSUD ensenya la poligínia, un tipus de poligàmia la qual permet la unió de diverses dones a un sol home (no permet la poliàndria). Els ensenyaments de l'església sobre la pluralitat de mullers, requereixen que les dones siguin subordinades als seus marits com requisit per a la salvació eterna. Es creu generalment en aquesta església, que un home ha de tenir tres dones per satisfer aquest requisit.

### Vestimenta
Els homes i les dones han de seguir un codi estricte a l'hora de vestir. Generalment, prohibeixen a les dones usar maquillatge, els pantalons o qualsevol faldilla per sobre els genolls, i tallar-se els cabells. Els homes generalment usen roba plana, generalment una camisa i pantalons, no porten tatuatges o perforacions al cos. A Colorado City, Arizona, les dones i les noies usen generalment els vestits fets a casa amb faldilles amples i llargues, guardant el seu cabell amb una espècie de gorra.

#### Llei de la Col·locació
L'església practica actualment la Llei de la Col·locació en la qual totes les unions matrimonials són assignades pel profeta de l'església. Sota la Llei de la Col·locació, el profeta decideix donar o llevar les mullers als homes segons el seu valor. L'església IFSUD també evita que els seus membres posseeixin terrenys o propietats, qualsevol propietat ve a formar part de l'església. Dintre de la seva doctrina, l'església veu això com una forma de Llei de Consagració o d'un ordre d'unitat.

### Propietats
Això és el més notable del Pla unit d'esforç (PUE) el qual posseeix les propietats dels membres de l'església, les llars, i la majoria dels negocis i, per tant, la majoria dels treballs en les àrees d'Hildale i Colorado City.
Actualment, hi ha un litigi en curs portat per l'oficina del Procurador General de Utah per protegir els residents actuals de la ciutat i d'Hildale, reassignant tots els actius de la (PUE) i dels seus administradors, en última instància, llevant a Warren Jeffs i l'església fonamentalista el control d'aquests actius multimilionaris. L'església IFSUD no va defensar aquesta assignació quan li va ser llevada per l'oficina del Procurador General de Utah.

### Temple
Aquesta església és la cinquena denominació en construir un temple, d'entre les sectes que practiquen la poligàmia que es van separar de l'actual església mormona, i la quarta que funciona amb un temple per a les ordenances habituals de les esglésies mormones a més del baptisme.
L'any 2000, el districte unificat d'escoles a Colorado City (Colorado City Unified School District) tenia més de 1.200 estudiants. Quan Jeffs va ordenar als seus membres de la IFSUD treure els seus fills de les escoles públiques, el nombre va baixar al voltant de 250.

## Crítiques a l'església

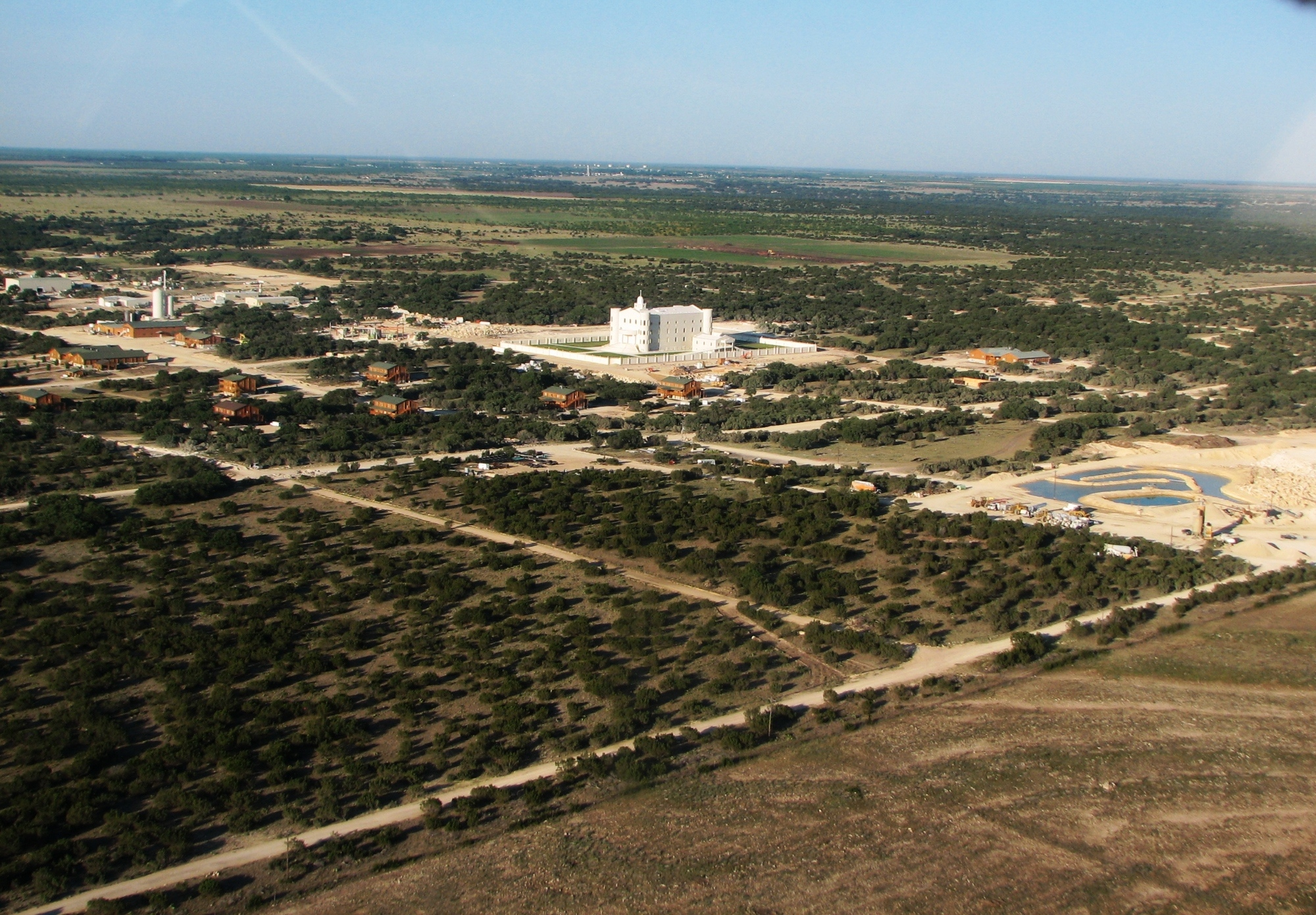
Finca de la FLDS en Eldorado, Texas

En el moment de la mort del vell líder i profeta Rulon T. Jeffs es va confirmar que s'havia casat amb 22 dones i que era pare de més de 60 nens, encara que en el llibre Sota la bandera del cel de Jon Krakauer es diu que va tenir a prop de 75 esposes. S'estima que Warren Jeffs pot tenir al voltant de 60 esposes.
Els crítics d'aquesta creença o forma de vida, diuen que la seva pràctica condueix inevitablement a l'escassetat de núvies i, probablement, a les unions de nens, o a l'incest, a l'abús de menors, i al "bandeig" dels nois que queden sols.
En referència a la llei de col·locació, moltes persones externes a l'església, i alguns que en formen part, veuen aquesta pràctica com indegudament autoritària encara que ajuda en la solució per decret en el problema d'escassesa d'esposes.
En la primavera del 2005, l'informe d'intel·ligència, del centre meridional de la llei de la pobresa, va incloure a la IFSUD en el seu llistat de grups d'odi a causa dels ensenyaments racistes de l'església, que inclouen, entre altres coses, una condemna feroç en les relacions interracials.
El profeta Warren Jeffs va dir, entre altres coses, la raça negra és la gent a través de la qual el diable ha pogut portar sempre el mal a la terra.
Els crítics demanden que Warren Jeffs ha exposat el seu desig de reintroduir la doctrina mormona del segle dinou anomenada "expiació per la sang", en la qual els pecats seriosos només es poden pagar amb la mort dels pecadors. El membre Roberto Richter de l'església, va divulgar al periòdic Phoenix news Time que Jeffs es va referir, en diverses ocasions, a aquesta doctrina en sermons de l'església.
Richter també explica que li van demanar dissenyar un termòstat per a un forn d'alta temperatura que seria capaç de destruir evidències d'ADN si tals "EXPIACIONS" prenguessin forma.
Al·legacions de frau, evasió d'impostos, de terrorisme, de grups paramilitars armats, d'incest, de violació, d'abusos emocional i psicològics, ocults per un vel de secret, d'aïllament, i de privació en la IFSUD han difós les comunitats dominades extensament en 2004 a través dels mitjans de comunicació dels Estats Units.
S'ha estimat que el 33% dels homes, les dones i els nens en el grup reben ajuda federal i estatal, encara que l'atur va ser estimat del 0% en el cens del 2000.
La IFSUD excomunicà a prop de 400 nois, alguns joves amb edats entorn dels 13 anys, per ofenses aparentment trivials, tals com festeig i escoltar música rock.
Els exmembres informen que el propòsit d'aquestes expulsions massives és per tenir una societat polígama lliure de competència d'aquests homes joves, perquè els més vells puguin seguir tenint moltes mullers. Aquests nois expulsats han presentat un plet de conspiració contra Jeffs i Sam Barlow, "sheriff" del Mohave associat amb Jeffs, per a una expulsió sistemàtica d'homes joves per reduir la competència d'esposes.
Per una altra banda, la ciutat de Colorado City i Hildale, de Utah, té la incidència més alta de l'anomenada "deficiència de fumarase", una condició genètica extremadament rara en el món que causa retard mental sever.
Els genetistes atribueixen aquesta malaltia al predomini de la unió de cosins entre els descendents de dos dels fundadors de la ciutat, Joseph Smith Jessup i John Yeates Barlow. Almenys la meitat d'habitants de la comunitat dels 8.000 descendeixen a partir d'un o d'ambdós fundadors.

## Història
L'àrea d'Hildale i de Colorado city té una història de poligàmia que data des del principi de la seva fundació en el segle xx. D'acord amb dades d'aquesta església, un dels fundadors de l'Església de Jesucrist dels Sants dels Últims dies, Brigham Young, va visitar aquesta àrea i va dir: "aquest és el lloc indicat en el qual un dia serà el cap (el comandament) i no la cua (subordinat) de l'església i el graner (on s'alimenta o abasteix) dels sants."
Les ciutats van ser conegudes una vegada com Short Creek, fundades l'any 1913 com una comunitat rural. No obstant això, aviat va esdevenir un lloc de reunió per a membres polígams (homes) de l'Església de Jesucrist dels Sants dels Últims Dies.
L'any 1935, l'església mormona central excomunicà els seus membres poligàmics de Short Creek que van rebutjar i signar una renúncia jurada a la poligàmia, després d'aquest fet, els fonamentalistes es van organitzar sota l'adreça de John I. Barlow. La localització de l'església entre la frontera de Utah i Arizona era ideal perquè el grup podria evitar incursions policials o persecucions judicials d'un estat o un altre, movent-se a través de la línia divisòria que separa els estats. Aquesta àrea també és separada geogràficament de la resta d'Arizona pel Gran Canyó.
L'any 1951, Joseph White Musser, el líder del grup que va seguir després de la mort de Barlow, va portar controvèrsia quan va fer acudir al naturòpata Rulon C. Allred al consell presidencial del sacerdoci (que va governar els assumptes espirituals dels fonamentalistes). Això, juntament amb les seves objeccions a la pràctica cada vegada major d'unions o casaments arreglats entre joves dones menors d'edat amb adults, va conduir a una separació entre els fidels a la comunitat de Short Creek i els qui eren fidels a Musser.
Els que van seguir a Musser són coneguts avui com els Germans Apostòlics Units, Allred va ser el seu líder fins a la mort de Musser, després d'això la comunitat de Short Creek va seguir a LeRoy Johnson, un membre del consell sacerdotal.
El llibre Sota la bandera del cel va divulgar que el 1953, les autoritats d'Arizona van organitzar el que es coneixeria com la "Redada de short creek", en la qual van arrestar diversos líders de Kingman, Arizona.
El sentiment públic es va girar contra les autoritats després que uns vídeos mostressin a nens quan eren separats de les seves mares i pares dins de la presó. Aquest gir de l'opinió pública va condemnar la carrera política del governador John Howard Pyle.

## Esdeveniments Recents
L'església va rebre especial atenció a l'estat de Utah el 2003, quan un policia anomenat Rodney Holm, membre d'aquesta església, va ser acusat per conducta il·legal i sexual amb una menor de 16 anys, i un càrrec de poligàmia en el seu matrimoni per l'embaràs de la seva segona esposa Ruth Stubbs.
Aquesta sentència va ser la primera contra l'església després de la redada a Short Creek.